# 帕特里克·加尔布雷思
帕特里克·加尔布雷思（英語：Patrick Galbraith，1967年4月16日—），美国前男子网球运动员，生于华盛顿州塔科马。他曾获得美国网球公开赛混合双打冠军。他于1993年排名男子双打世界第一。2019年至2020年担任美国网球协会主席。